# Lijst van voetbalinterlands Estland - Noorwegen
Deze lijst van voetbalinterlands is een overzicht van alle officiële voetbalwedstrijden tussen de nationale teams van Estland en Noorwegen. De landen speelden tot op heden acht keer tegen elkaar, te beginnen met een vriendschappelijke wedstrijd op 5 juni 1932 in Oslo. Het laatste duel, een kwalificatiewedstrijd voor het Wereldkampioenschap voetbal 2026, werd gespeeld in Tallinn op 9 juni 2025.

## Wedstrijden
| № | Plaats      | Datum            | Competitie           | Wedstrijd           | Uitslag |
| - | ----------- | ---------------- | -------------------- | ------------------- | ------- |
| 1 | Oslo        | 5 juni 1932      | Vriendschappelijk    | Noorwegen – Estland | 3 – 0   |
| 2 | Oslo        | 31 mei 1938      | Vriendschappelijk    | Noorwegen – Estland | 1 – 0   |
| 3 | Larnaca     | 6 februari 1995  | Vriendschappelijk    | Estland – Noorwegen | 0 – 7   |
| 4 | Umm al-Fahm | 22 januari 1999  | Vriendschappelijk    | Noorwegen – Estland | 3 – 3   |
| 5 | Tallinn     | 20 april 2005    | Vriendschappelijk    | Estland – Noorwegen | 1 – 2   |
| 6 | Oslo        | 12 november 2014 | Vriendschappelijk    | Noorwegen − Estland | 0 − 1   |
| 7 | Tallinn     | 24 maart 2016    | Vriendschappelijk    | Estland – Noorwegen | 0 – 0   |
| 8 | Tallinn     | 9 juni 2025      | WK 2026 kwalificatie | Estland – Noorwegen | 0 − 1   |
| 9 | Oslo        | 13 november 2025 | WK 2026 kwalificatie | Noorwegen – Estland | −       |

## Samenvatting
| Competitie        | Totaal gespeeld | Winst Estland | Gelijk | Winst Noorwegen | Doelsaldo Estland – Noorwegen |
| ----------------- | --------------- | ------------- | ------ | --------------- | ----------------------------- |
| WK-kwalificatie   | 1               | 0             | 0      | 1               | 0 − 1                         |
| Vriendschappelijk | 7               | 1             | 2      | 4               | 5 − 16                        |
| Totaal            | 8               | 1             | 2      | 5               | 5 − 17                        |

Wedstrijden bepaald door strafschoppen worden, in lijn met de FIFA, als een gelijkspel gerekend.

## Details

### Eerste ontmoeting
| Vriendschappelijk (Oslo, Noorwegen, 5 juni 1932): |              | |
| Noorwegen | 3 – 0        | Estland |
| Jørgen Juve 12' Jørgen Juve 20' Ragnar Pedersen 45' | goals        | |
| József Braun | bondscoach   | Albert Vollrat |
| Henry Johansen Finn Berstad Haakon Walde Kjeld Kjos Alexander Olsen Bjarne Pettersen Finn Johannesen Reidar Karlsen Jørgen Juve William Eriksen Ragnar Pedersen | opstellingen | Evald Tipner Eugen Einman Artur Neuman Otto Reinfeldt-Reinlo Karl-Rudolf Silberg Karl-Richard Idlane Georg Siimenson Heinrich Uukkivi Eduard Ellman-Eelma Arnold Laasner Leonhard Kass |

### Tweede ontmoeting
| Vriendschappelijk (Oslo, Noorwegen, 31 mei 1938): |              | |
| Noorwegen | 1 – 0        | Estland |
| Arne Brustad 65' | goals        | |
| Asbjørn Halvorsen | bondscoach   | Bernhard Rein |
| Henry Johansen Rolf Johannessen Øivind Holmsen Kristian Henriksen Nils Eriksen Rolf Holmberg Odd Frantzen Reidar Kvammen Alf Martinsen Magnar Isaksen Arne Brustad | opstellingen | Evald Mikson Elmar Tepp Valter Neeris Karl-Rudolf Silberg Egon Parbo Juho Matsalu Georg Siimenson Heinrich Uukkivi Richard Kuremaa Julius Kaljo Leonhard Kass |

### Derde ontmoeting
| Vriendschappelijk (Larnaca, Cyprus, 6 februari 1995): |              | |
| Estland | 0 – 7        | Noorwegen |
| | goals        | 4' Jahn Ivar Jakobsen 13' Lars Bohinen 48' Harald Brattbakk 57' Gunnar Halle 58' Lars Bohinen 73' Jahn Ivar Jakobsen 89' Harald Brattbakk                                        |
| Roman Ubakivi | bondscoach   | Egil Olsen |
| Rain Vessenberg 46' Toomas Kallaste Martin Reim Marek Lemsalu Janek Kiisman 46' Marko Kristal Urmas Kirs Vahur Vahtramäe 46' Tarmo Linnumäe Viktor Alonen Lembit Rajala | opstellingen | 46' Erik Thorstvedt Alf-Inge Håland Ronny Johnsen Roger Nilsen 63' Gunnar Halle Runar Berg Ståle Solbakken Lars Bohinen Jahn Ivar Jakobsen 69' Sigurd Rushfeldt Harald Brattbakk |
| Toomas Tohver 46' Mati Pari 46' Meelis Lindmaa 90' | wissels      | 46' Frode Olsen 63' Jostein Flo 69' Jan Åge Fjørtoft |
| | gele kaarten | 16' Gunnar Halle |
| - Debuut van doelman Frode Olsen en aanvaller Harald Brattbakk voor Noorwegen.                                                                                          |              | |

### Vierde ontmoeting
| Vriendschappelijk (Umm al-Fahm, Israël, 22 januari 1999): |              | |
| Noorwegen | 3 – 3        | Estland |
| Ståle Solbakken 22' Roar Strand 56' John Carew 72' | goals        | 75' (pen.) Martin Reim 82' Indrek Zelinski 89' Indrek Zelinski |
| Nils Johan Semb | bondscoach   | Teitur Þórðarson |
| Frode Grodås Claus Lundekvam 46' Bjørn Otto Bragstad Erik Hoftun André Bergdølmo 76' Egil Østenstad 55' Roar Strand 57' Ståle Solbakken Tommy Svindal Larsen Frank Strandli 46' John Carew | opstellingen | Toomas Tohver Urmas Kirs 41' Sergei Hohlov-Simson Marek Lemsalu Erko Saviauk 90' Marko Kristal Martin Reim 82' Viktor Alonen 74' Sergei Terehhov 74' Kristen Viikmae Andres Oper |
| Christer Basma 46' Jostein Flo 46' Daniel Berg Hestad 55' Bent Skammelsrud 57' Hai Ngoc Tran 76'                                                                                           | wissels      | 41' Urmas Rooba 74' Mark Švets 74' Indrek Zelinski 82' Maksim Smirnov 90' Janek Meet                                                                                             |

### Vijfde ontmoeting
| Vriendschappelijk (Tallinn, Estland, 20 april 2005): |              | |
| Estland | 1 – 2        | Noorwegen |
| Aleksander Saharov 81' | goals        | 24' Frode Johnsen 54' Daniel Braaten |
| Jelle Goes | bondscoach   | Åge Hareide |
| Artur Kotenko Erko Saviauk 71' Taavi Rähn Alo Bärengrub Urmas Rooba Martin Reim Maksim Smirnov 71' Marko Kristal 27' Kristen Viikmäe 83' Vjatšeslav Zahovaiko 60' Dmitri Kruglov | opstellingen | Espen Johnsen André Bergdølmo Vidar Riseth 81' Trond Andersen Ståle Stensaas 64' Brede Hangeland Jan Gunnar Solli Daniel Braaten Frode Johnsen Raymond Kvisvik Ole Martin Årst |
| Ragnar Klavan 27' Ingemar Teever 60' Tihhon Šišov 71' Aleksander Saharov 71' Tarmo Neemelo 83'                                                                                   | wissels      | 64' Petter Rudi 81' Jarl André Storbæk |
| - Debuut van Tarmo Neemelo voor Estland. |              | |

### Zesde ontmoeting
| Vriendschappelijk (Oslo, Noorwegen, 12 november 2014): |              | |
| Noorwegen | 0 – 1        | Estland |
| | goals        | 24' Konstantin Vassiljev |
| Per-Mathias Høgmo | bondscoach   | Magnus Pehrsson |
| Ørjan Nyland Omar Elabdellaoui 46' Håvard Nordtveit Vegard Forren Tom Høgli 46' Per Ciljan Skjelbred 68' Anders Konradsen Stefan Johansen 75' Mats Møller Dæhli 57' Tarik Elyounoussi Håvard Nielsen 46'              | opstellingen | Mihkel Aksalu 46' Taijo Teniste Igor Morozov Artjom Artjunin 33' Ken Kallaste Karol Mets Ilja Antonov 46' Konstantin Vassiljev Aleksandr Dmitrijev 81' Henrik Ojamaa 46' Sergei Zenjov |
| Alexander Søderlund 46' Martin Linnes 46' Per-Egil Flo 46' Martin Ødegaard 57' Jone Samuelsen 68' Harmeet Singh 75' Rune Jarstein Sten Grytebust Steffen Hagen Tore Reginiussen Fredrik Gulbrandsen Pål Andre Helland | wissels      | 33' Dmitri Kruglov 46' Igor Subbotin 46' Enar Jääger 46' Joel Lindpere 81' Ingemar Teever Sergei Pareiko Pavel Londak Alo Bärengrub Hannes Anier Martin Vunk Henri Anier Gert Kams     |
| | gele kaarten | 90+1' Artjom Artjunin |

EJL · A-internationals · Bondscoaches · Statistieken · Estisch vrouwenelftal · Olympisch elftal · Estland U21 · Estland U20 · Estland U19 · Estland U18 · Estland U17 · Estland U16
1920 – 1929 ·
1930 – 1939 ·
1940 – 1949 ·
1950 – 1990 · 
1990 – 1999 ·
2000 – 2009 ·
2010 – 2019 ·
2020 − 2029
OS 1924
1920 ·
1921 ·
1922 ·
1923 ·
1924 ·
1925 ·
1926 ·
1927 ·
1928 ·
1929 · 
1930 · 
1931 · 
1932 · 
1933 · 
1934 · 
1935 · 
1936 · 
1937 · 
1938 · 
1939 · 
1940 · 
1941 · 
1942 · 
1943 · 1944 · 
1945 · 
1946 · 
1947 · 
1948 · 
1949 · 
1950 – 1990 · 
1991 · 
1992 · 
1993 · 
1994 · 
1995 · 
1996 · 
1997 · 
1998 · 
1999 · 
2000 · 
2001 · 
2002 · 
2003 · 
2004 · 
2005 · 
2006 · 
2007 · 
2008 · 
2009 · 
2010 · 
2011 · 
2012 · 
2013 · 
2014 · 
2015 · 
2016 ·
2017 ·
2018 ·
2019 ·
2020
Albanië ·
Andorra ·
Angola ·
Antigua en Barbuda ·
Argentinië ·
Armenië ·
Azerbeidzjan ·
België ·
Bosnië-Herzegovina ·
Brazilië ·
Bulgarije ·
Canada ·
Chili ·
China ·
Cyprus ·
Denemarken ·
Duitsland ·
Ecuador ·
Egypte ·
El Salvador ·
Engeland ·
Equatoriaal-Guinea ·
Faeröer ·
Fiji ·
Filipijnen ·
Finland ·
Frankrijk ·
Georgië · 
Gibraltar ·
Griekenland ·
Hongarije ·
Hongkong ·
Ierland ·
IJsland ·
Indonesië ·
Irak ·
Israël ·
Italië ·
Jordanië ·
Kazachstan ·
Kirgizië ·
Kroatië ·
Letland ·
Libanon ·
Liechtenstein ·
Litouwen ·
Luxemburg ·
Malta ·
Marokko ·
Mexico ·
Moldavië ·
Montenegro ·
Nederland ·
Nieuw-Caledonië ·
Nieuw-Zeeland ·
Noord-Ierland ·
Noord-Macedonië ·
Noorwegen ·
Oekraïne ·
Oezbekistan ·
Oman ·
Oostenrijk ·
Polen ·
Portugal ·
Qatar ·
Roemenië ·
Rusland ·
Saint Kitts en Nevis ·
San Marino ·
Saoedi-Arabië ·
Schotland ·
Servië ·
Slovenië ·
Slowakije · 
Spanje ·
Tadzjikistan ·
Thailand ·
Trinidad en Tobago ·
Tsjechië ·
Turkije ·
Turkmenistan ·
Uruguay ·
Vanuatu ·
Venezuela ·
Verenigde Arabische Emiraten ·
Verenigde Staten ·
Vietnam ·
Wales ·
Wit-Rusland ·
Zweden ·
Zwitserland
NFF · A-internationals · Selecties · Bondscoaches · Noors vrouwenelftal · Olympisch elftal · Noorwegen U21 · Noorwegen U20 · Noorwegen U19 · Noorwegen U18 · Noorwegen U17 · Noorwegen U16 · Vrouwen U17
1908 – 1919 ·
1920 – 1929 ·
1930 – 1939 ·
1940 – 1949 ·
1950 – 1959 ·
1960 – 1969 ·
1970 – 1979 ·
1980 – 1989 ·
1990 – 1999 ·
2000 – 2009 ·
2010 – 2019 ·
2020 − 2029
EK 2000
WK 1938 ·
WK 1994 ·
WK 1998
OS 1912 · 
OS 1920 · 
OS 1936 · 
OS 1952 · 
OS 1984
1908 ·
1909 ·
1910 ·
1911 ·
1912 · 
1913 · 
1914 · 
1915 · 
1916 · 
1917 · 
1918 · 
1919 · 
1920 · 
1921 · 
1922 · 
1923 · 
1924 · 
1925 · 
1926 · 
1927 · 
1928 · 
1929 · 
1930 · 
1931 · 
1932 · 
1933 · 
1934 · 
1935 · 
1936 · 
1937 · 
1938 · 
1939 · 
1940 – 1944 · 
1945 · 
1946 · 
1947 · 
1948 · 
1949 · 
1950 · 
1952 · 
1952 · 
1953 · 
1954 · 
1955 · 
1956 · 
1957 · 
1958 · 
1959 · 
1960 · 
1961 · 
1962 · 
1963 · 
1964 · 
1965 · 
1966 · 
1967 · 
1968 · 
1969 · 
1970 · 
1971 · 
1972 · 
1973 · 
1974 · 
1975 · 
1976 · 
1977 · 
1978 · 
1979 · 
1980 · 
1981 · 
1982 · 
1983 · 
1984 · 
1985 · 
1986 · 
1987 · 
1988 · 
1989 · 
1990 ·
1991 · 
1992 · 
1993 · 
1994 · 
1995 · 
1996 · 
1997 · 
1998 · 
1999 · 
2000 · 
2001 · 
2002 · 
2003 · 
2004 · 
2005 · 
2006 · 
2007 · 
2008 · 
2009 · 
2010 · 
2011 · 
2012 · 
2013 · 
2014 · 
2015 · 
2016 · 
2017 · 
2018 ·
2019 ·
2020 ·
2021 ·
2022 ·
2023 ·
2024
Albanië ·
Argentinië ·
Armenië ·
Australië ·
Azerbeidzjan ·
Bahrein ·
België ·
Bermuda ·
Bosnië en Herzegovina ·
Brazilië ·
Bulgarije ·
China ·
Colombia ·
Costa Rica ·
Cyprus ·
Denemarken ·
DDR ·
Duitsland ·
Egypte ·
Engeland ·
Estland ·
Faeröer ·
Finland ·
Frankrijk ·
Georgië ·
Ghana ·
Gibraltar ·
Grenada ·
Griekenland ·
Guatemala ·
Honduras ·
Hongarije ·
Hongkong ·
Ierland ·
IJsland ·
Israël ·
Italië ·
Jamaica ·
Japan ·
Joegoslavië ·
Jordanië ·
Kameroen ·
Kazachstan ·
Koeweit ·
Kosovo ·
Kroatië ·
Letland ·
Litouwen ·
Luxemburg ·
Malta ·
Marokko ·
Mexico ·
Moldavië ·
Montenegro ·
Nederland ·
Nieuw-Zeeland ·
Nigeria ·
Noord-Ierland ·
Noord-Korea ·
Noord-Macedonië ·
Oekraïne ·
Oman ·
Oostenrijk ·
Panama ·
Paraguay ·
Polen ·
Portugal ·
Qatar ·
Roemenië ·
Rusland ·
Saarland ·
San Marino ·
Saoedi-Arabië ·
Schotland ·
Senegal ·
Servië ·
Servië en Montenegro ·
Singapore ·
Slovenië ·
Slowakije ·
Sovjet-Unie ·
Spanje ·
Thailand ·
Trinidad en Tobago ·
Tsjechië ·
Tsjecho-Slowakije ·
Tunesië ·
Turkije ·
Uruguay ·
Verenigde Arabische Emiraten ·
Verenigde Staten ·
Verenigd Koninkrijk ·
Wales ·
Wit-Rusland ·
Zuid-Afrika ·
Zuid-Korea ·
Zweden ·
Zwitserland